# The Red Pill
The Red Pill (lit. A Pílula Vermelha) é um documentário dirigido por Cassie Jaye. O filme explora o movimento dos direitos dos homens, enquanto Jaye passa um ano filmando os líderes e seguidores dentro do movimento. 
The Red Pill estreou em 7 de outubro de 2016, no Cinema Village em Nova Iorque, e teve outras exibições únicas internacionalmente. Foi lançado em DVD e Blu-ray em 7 de março de 2017, por Gravitas Ventures. A polêmica sobre o documentário levou a alguns protestos e cancelamentos de exibições.

## Título
O título do filme se refere à cena do filme Matrix, na qual é oferecida ao protagonista a escolha de uma pílula vermelha, que representa a verdade e o autoconhecimento, ou a pílula azul que representa o retorno à abençoada ignorância.

## Conteúdo
The Red Pill conta a jornada de Jaye, inicialmente como uma feminista cética investigando o que ela acredita ser um movimento de ódio. Ela continua investigando e descobre que o movimento é diferente do que esperava e começa a questionar suas próprias visões sobre gênero, poder, e privilégio. O filme discute problemas que afrontam homens e meninos, como as taxas de suicídio masculino, fatalidades no trabalho, trabalhos de alto risco, serviço militar obrigatório, falta de serviços para homens vítimas de violência doméstica, estupro, altas taxas de violência contra homens, falsa acusação de estupro, problemas relacionados a divórcio, guarda dos filhos, disparidade de sentenças criminais, financiamento e pesquisa desproporcionais dos problemas de saúde masculinos, desigualdade educacional, tolerância social de misandria, circuncisão e a falta de direitos reprodutivos dos homens. Inclui entrevistas com ativistas de direitos dos homens e apoiadores do movimento, como Paul Elam, fundador de A Voice for Men; Harry Crouch, presidente de National Coalition for Men; Warren Farrell, autor de O Mito do Poder Masculino, e Erin Pizzey, que deu início ao primeiro abrigo de violência doméstica no mundo moderno. Também inclui entrevistas com feministas críticos ao movimento, como a editora executiva da revista Ms., Katherine Spillar, e o sociólogo Michael Kimmel. Contém também trechos do vídeo-diário de Jaye.